# Mesozoa
Los mesozoos (Mesozoa, "animales intermedios") son un antiguo filo del reino animal que incluía a los placozoos, dicemidos y ortonectidos. Asimismo, y dada su extrema simplicidad, se les consideró un eslabón evolutivo entre los protozoos y los metazoos. Más recientemente, se ha considerado que más que una unidad taxonómica, el término mesozoo se referiría a un nivel o modelo de organización de los metazoos. Tampoco son ya considerados como los antecesores del resto de animales.
Los mesozoos están considerados un taxón polifilético debido a que los análisis moleculares encontraron que Placozoa se situaría como un grupo basal de los animales y Rhombozoa y Orthonectida se situarían dentro del clado Spiralia. Aunque un estudio en (2017)  había colocado a Orthonectida y Dicyemida como grupos hermano en una posición cercana a Rouphozoa. Los análisis moleculares recientes volverían a retomar la polifilia de Mesozoa porque han concluido que los ortonectidos son anélidos altamente simplificados, ya que se encontraron anidados dentro de estos, con lo cual Annelida ya tendría un filo más incluido en su conjunto. Mientras que la posición de Dicyemida todavía esta incierta y difícil de resolver. En general se han encontrado como más cercanos a Rouphozoa y Kamptozoa.
La organización mesozoa es sumamente simple, y se caracteriza por la ausencia de verdaderos tejidos y órganos, por la falta de gastrulación en su desarrollo embrionario, con lo que tampoco existen las hojas embrionarias típicas de los metazoos. Por tanto los mesozoos son un agregado de células carente de aparato digestivo, sistema nervioso u órganos excretores.

## Grupos

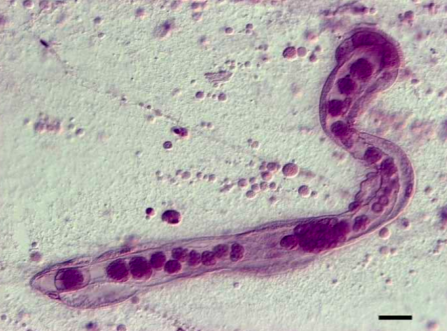
Imagen de un rombozoo.

Mesozoa como un clado estaban conformados por los siguientes filos:
- Filo Dicyemida. Cuerpo macizo con simetría bilateral compuesto por unas 30 células.
- Filo Orthonectida. Cuerpo formado por una capa externa de células somáticas que envuelve una masa interna de gametos.
- Filo Monoblastozoa. Filo enigmático de dudosa existencia.
- Filo Placozoa. Cuerpo irregular compuesto por varios miles de células dispuestas en doble placa que encierran un mesénquima provisto de células ameboides estrelladas embebidas en una matriz gelatinosa.